# سالومارادا ثيماكا
سالومارادا ثيماكا (مواليد 30 يونيو 1911) ومعروفة أيضًا باسم آلا مارادا ثيماكا، هي ناشطة بيئية هندية من ولاية كارناتاكا، اشتهرت بعملها في زراعة ورعاية 385 شجرة بانيان. بطول 4.5-كيلومتر (2.8 ميل) على امتداد الطريق السريع بين هوليكال وكودور، منطقة راماناجارا. كما قامت أيضًا بزراعة ما يقرب من 8000 شجرة أخرى. وبدعم من زوجها، وجدت العزاء في زراعة الأشجار.
لم تتلق أي تعليم رسمي وعملت كعاملة مؤقتة في محجر قريب. وكُرّم عملها بجائزة المواطن الوطني في الهند. أُعترف بعملها من قبل حكومة الهند ومُنحت جائزة بادما شري في عام 2019.
تم تسمية منظمة بيئية أمريكية مقرها في لوس أنجلوس وأوكلاند، كاليفورنيا، تدعى موارد ثيماكا للتعليم البيئي على اسمها. أعلنت الجامعة المركزية في كارناتاكا عن منح الدكتوراه الفخرية لثيماككا في عام 2020.

## وقت مبكر من الحياة
وُلدت ثيماكا في منطقة جوبي تالوك التي كانت جزءًا من مملكة ميسور، والتي تُعرف اليوم بمنطقة توماكورو في ولاية كارناتاكا، الهند. كانت متزوجة من شيكاياه، وهو أحد سكان قرية هوليكال الواقعة في منطقة ماجادي تالوك ضمن مقاطعة راماناغارا في كارناتاكا. لم تتلقَّ أي تعليم رسمي، وعملت كعاملة يومية في أحد المحاجر القريبة من منطقتها.
لم يتمكن الزوجان من إنجاب الأطفال، ما دفع ثيماكا إلى إيجاد طريقة مميزة للتعامل مع هذا الوضع. بدلاً من إنجاب أطفال، قررت البدء بزراعة أشجار التين الهندي (أشجار البانيان). هذه المبادرة الشخصية تحولت إلى عمل بيئي عظيم اكتسبت من خلاله شهرة واسعة. اسم "سالومارادا"، والذي يعني "صف من الأشجار" في اللغة الكنادية، أصبح مرادفًا لاسمها بسبب عملها البيئي المتميز. ثيماكا لديها ابن بالتبني يُدعى أوميش، والذي يُعتبر جزءًا من عائلتها التي كرست حياتها لخدمة البيئة.

## إنجازها
كانت أشجار التين (البانيان) وفيرة بالقرب من قرية ثيماكا. بدأت ثيماكا وزوجها في تطعيم الشتلات من هذه الأشجار. أُجري التطعيم لعشر شتلات في السنة الأولى وزُرعت على مسافة 5كم بالقرب من قرية كودور المجاورة. زُرعت 15 شتلة في السنة الثانية و 20 في السنة الثالثة. لقد استخدمت مواردها الضئيلة لزراعة هذه الأشجار. كان الزوجان يحملان أربعة دلاء من الماء لمسافة أربعة كيلومترات لسقي الشتلات. كما تم حمايتهم من الماشية التي ترعى عن طريق تسييجهم بالشجيرات الشائكة.
زُرعت الشتلات في الغالب خلال موسم الرياح الموسمية حتى تتوفر كمية كافية من مياه الأمطار لتنمو. وبحلول موسم الرياح الموسمية التالي، كانت الشتلات قد ترسخت جذورها بشكل ثابت. وفي المجمل، غُرس 384 شجرة، وتم تقدير قيمتها بحوالي 1.5 مليون روبية. وقد تولت حكومة كارناتاكا الآن إدارة هذه الأشجار. 
كانت أشجار البانيان البالغ عددها 385 شجرة والتي قامت بزراعتها ورعايتها معرضة للقطع من أجل توسيع طريق باجيبالي-هالاجورو في عام 2019. وطلب ثيماكا من رئيس الوزراء إتش دي كوماراسوامي ونائب رئيس الوزراء جي باراميشوارا إعادة النظر في المشروع. ونتيجة لذلك، قررت الحكومة البحث عن بدائل لإنقاذ الأشجار التي يبلغ عمرها 70 عامًا. 

## الجوائز
حصلت على العديد من الجوائز والتكريم منها:
- جائزة بادما شري، كرمها الرئيس الهندي رام ناث كوفيند في حفل تنصيب في راشتراباتي بهافان، في نيودلهي في 16 مارس 2019.
- جائزة نادوجا من جامعة هامبي - 2010
- جائزة المواطن الوطني - 1995[1]
- جوائز إنديرا بريادارشيني فريكشاميترا - 1997
- جائزة فيراتشاكرا براشاستي - 1997
- شهادة شرف من إدارة رعاية المرأة والطفل، حكومة كارناتاكا
- شهادة تقدير من المعهد الهندي لعلوم وتكنولوجيا الأخشاب، بنغالور.
- جائزة كارناتاكا كالبافالي - 2000
- جائزة جودفري فيليبس للشجاعة - 2006.
- جائزة فيشالاكشي من منظمة فن الحياة
- جائزة فيشواتما من مؤسسة هوفيناهول -2015
- واحدة من 100 امرأة في عام 2016 من هيئة الإذاعة البريطانية
- تم تكريمها بجائزة She's Divine من مؤسسة I and You Being Together 2017
- جائزة باريسارا راثانا
- جائزة البطل الأخضر
- جائزة فريكشاماتا

## النشاط الحالي
توفي زوج ثيماكا في عام 1991. اليوم، تمت دعوة ثيماكا إلى العديد من برامج التشجير في الهند. كما شاركت في أنشطة اجتماعية أخرى مثل بناء خزان لتخزين مياه الأمطار للمعرض السنوي الذي يقام في قريتها. كما أنها تحلم ببناء مستشفى في قريتها تخليداً لذكرى زوجها، وقد تم إنشاء صندوق لهذا الغرض.  في عام 1999، تم عمل فيلم وثائقي بعنوان "ثيماكا ماثو 284 ماكالو" عن عملها وتم عرضه في مهرجان الفيلم الدولي في الهند عام 2000. خضعت لعملية جراحية في الورك في ديسمبر 2020 وأعلنت نجاحها.

#### اعتراف بي بي سي
في عام 2016، أدرجت هيئة الإذاعة البريطانية سالومارادا ثيماكا ضمن قائمة النساء الأكثر تأثيرًا وإلهامًا في العالم.

#### مزاعم إساءة استخدام الاسم
في واقعة أثارت جدلًا قانونيًا وإعلاميًا، اتهمت الناشطة البيئية ثيماكا الممثلة الكوميدية المقيمة في دلهي، ريتو فاسو بريملاني، باستخدام اسمها دون إذن. وقد تقدمت ثيماكا بشكوى خاصة أمام محكمة راماناجارا القضائية في 9 مايو/أيار، متهمة السيدة بريملاني، وهي مواطنة هندية مقيمة في الخارج، بإدارة منظمة تحمل اسمها لمدة تزيد عن 14 عامًا دون علمها أو موافقتها.
- في عام 2014، أصدرت المحكمة العليا في ولاية كارناتاكا حكمًا لصالح السيدة بريملاني، معتبرة أن "التهم الموجهة لها، حتى لو كانت صحيحة، لا تشكل جريمة"، وأن القضية لا تستوفي معايير الملاحقة القانونية. وأشارت المحكمة إلى أهمية التفريق بين النوايا الحسنة وسوء الاستخدام.
- تعود جذور القضية إلى لقاء جمع بين السيدة ثيماكا والسيدة بريملاني عام 2003، حيث زارت بريملاني ثيماكا وقدمت لها ساريًا كهدية. في حين أكدت بريملاني أن ثيماكا وافقت على إطلاق اسمها على المنظمة، ظهرت مزاعم لاحقة بأن بصمات ثيماكا استُخدمت دون موافقتها الرسمية.

اتهم أوميش، الابن بالتبني لثيماكا، المنظمة غير الربحية التي أنشأتها بريملاني باستغلال اسم والدته لجمع التبرعات، مؤكدًا أن الهدف الحقيقي للمنظمة لم يكن واضحًا وأن ذلك ألحق ضررًا باسم والدته.
كانت ريتو بريملاني قد أسست المنظمة غير الربحية قبل أكثر من عقد من ظهور الاتهامات، مشيرة إلى أن هدفها كان تكريم إرث ثيماكا البيئي وتعزيز العمل البيئي. وأكدت بريملاني أمام المحكمة أن نشاط المنظمة كان يهدف فقط لدعم القضايا البيئية ولم يكن هناك نية للإساءة أو الاستغلال.
هذه القضية تسلط الضوء على الحاجة إلى التفاهم الواضح والاتفاقات القانونية عند استخدام أسماء الأفراد في المؤسسات والمنظمات، لضمان عدم وقوع سوء فهم أو اتهامات بالإساءة أو الاستغلال.
وفي أعقاب الشكوى، وصل شرطي إلى التحالف الفرنسي وجاجريتي في بنغالور، المكانين اللذين كانت السيدة بريملاني تقدم فيهما عروضها، لاحتجازها. تزعم السيدة بريملاني أنه تم القبض عليها من قبل شرطي ذكر، بعد حلول الظلام، وهو ما يخالف القانون. وتقول إن نحو عشرة من رجال الشرطة وصلوا إلى مكان الحفل، لكنهم لم يعطلوا عرضها. وتزعم أنها تعرضت لمضايقات من جانب محامي ثيماكا من خلال تهديدات مكتوبة، وهو ما يشير إلى الابتزاز.
ورغم أن ثيماكا كانت متاحة في الغالب للتعليق، فقد ذكرت معاشها التقاعدي الضئيل الذي يبلغ 400 روبية، ونُقل عنها قولها "ماذا لو كان هناك إساءة استخدام وتم تشويه اسمي؟". كانت ثيماكا تعاني من اعتلال صحتها في الآونة الأخيرة، وكان العلاج له تأثير سلبي على وضعها المالي.